# Tagebuchmethode
Der Begriff Tagebuchmethode (Synonym „Tagebuchverfahren“) ist eine Erhebungsmethode. Sie bezeichnet die Verwendung systematischer Aufzeichnungen von Zeitspannen, Beobachtungen und Aufmerksamkeitsgegenständen seitens Schriftstellern, Wissenschaftlern oder z. B. Projektmitarbeitern von Medienforschungsunternehmen. Es sollte nicht mit den sporadischen, nach Lust und Laune erfolgenden (oder unterbleibenden) Notizen von privaten Tagebuchschreibern verwechselt werden.

## Qualitative und quantitative Forschung
Grundsätzlich unterscheidet sich der Einsatz einer solchen Methode je nachdem ob
- a) explorative und inhaltliche Intentionen verfolgt werden, also z. B. Klärung und Vergewisserung von Problematiken in der Qualitativen Sozialforschung oder Entwicklungspsychologie
- b) Konsumverhaltensmuster und präzise Häufigkeiten von Verhaltensdispositionen für die Marktforschung erhoben werden sollen.

### Qualitative Tagebuchmethode
Zu den Begründern der entwicklungspsychologischen Tagebuchmethode gehört das Psychologenehepaar William Stern und Clara Stern, das zwischen 1900 und 1918 systematisch und unverfälscht die Entwicklung ihrer drei Kinder Hilde, Günther und Eva aufzeichneten. Diese humanwissenschaftliche Längsschnittstudie liegt heute in einer wissenschaftlich recherchierbaren Transkription CHILDES vor und generiert international weitere vertiefte Fachstudien. Zur Zeit des Behaviorismus war die Tagebuchstudie verpönt, weil sie der dort angewandten Definition von Objektivität und Wissenschaftlichkeit nicht standhalten konnte. Mit der Wende zum Kognitivismus kam eine Renaissance der Tagebuchstudie. Während Tagebuchstudien am Anfang dieses Jahrhunderts sehr große Fragenkomplexe beantworten wollten, werden heute in kleineren Studien engere Fragenkomplexe bearbeitet. Die Fragestellung aber auch die Vorstellung von Wissenschaftlichkeit entscheidet die Adäquatheit und Anwendung einer Methode. Die Tagebuchstudie empfiehlt sich für Langzeit- und Einzelfallstudien. Vor allem die Erstspracherwerbsforschung bedient sich der Tagebuchstudie. Sie stellt das Individuum in das Zentrum und hat andere Ansprüche als quantitative Verfahren.
In der Qualitativen Sozialforschung, namentlich der soziologischen Biografieforschung und Wissenssoziologie ist die Verwendung von Tagebüchern sowie die Auswertung vorhandener ein geläufiges Verfahren.
Ein populär gewordener Sonderfall der Geschichtswissenschaft ist das Echolot-Projekt des Rostocker Schriftstellers Walter Kempowski, der die von ihm zusammengetragenene privaten Tagebücher aus dem Zweiten Weltkrieg zu einem eindrucksvollen Kompositum der Erinnerungskultur zusammengestellt hat.
Auch in der Medizinischen Psychologie wird die Ursachenerforschung von unklaren körperlichen Schmerzzuständen etwa des Rückens mittels methodischer Aufzeichnungen der Probanden über einen mehrwöchentlichen Zeitraum angegangen. Unmittelbar praktische Anwendung findet die Methode im Rahmen der psychologischen Verhaltenstherapie.
Durchaus anders gelagert sind dagegen die systematischen, täglichen Aufzeichnungen von Schriftstellern, da sie nicht von einem außengeleiteten, wissenschaftlichen Zweck vielmehr von einem innengeleiteten, persönlichen Ziel der Ordnung der eigenen Gedanken, Erlebnisse und Eindrücke geprägt werden. Diese Art Tagebücher sind auch nicht für eine Veröffentlichung bestimmt. Falls sie später wegen großem öffentlichen Interesse doch publiziert werden, dann geschieht das in der Regel in stark bearbeiteter, geglätteter Form. Nahezu alle Schriftsteller führen beständig und methodisch ihre Tagebücher. Nach ihrem Ableben bedienen sich dann germanistische Philologen darin, um Sekundärliteratur über die Berühmten oder Populären unter ihnen zu schreiben.

### Quantitative Tagebuchverfahren
Standardisierte Tagebücher sind in der Konsum- und der Medienwirkungsforschung üblich. Es geht um Auswahlhandlungen und deren genaue Häufigkeit und Ablaufzusammenhänge. Die privaten Präferenzen, Prioritäten, das Einschaltverhalten, die Aufmerksamkeitskurven, das Einkaufsverhalten wird möglichst präzise festgehalten und für das Bearbeiten durch die Werbungspsychologie und Werbeagenturen bereitgestellt. Den Auskunftspersonen für ein vereinbartes, geringes Honorar wird abverlangt, in einen vorher festgelegten Zeitraums die genauen Zeiten, während deren sie Medien nutzen, die Einkaufszeiten, und -wege in ein strikt vorstrukturiertes Tagebuchschema einzutragen. Üblich sind regelrechte Tagesablauferhebungen.